# Maurizio Lobina
Maurizio Lobina, detto Maury (Asti, 30 ottobre 1973) è un musicista, compositore e disc jockey italiano.

## Biografia

### Infanzia e giovinezza
Nato ad Asti da padre sardo e madre calabrese, durante l'adolescenza si trasferisce con la famiglia a Torino. Inizia a suonare il pianoforte all'età di 5 anni e successivamente impara a suonare anche il synth e la chitarra. All'età di 14 anni comincia il proprio percorso artistico come tastierista, arrangiatore e compositore.

### Il successo con gli Eiffel 65 (1998-2005)
Nel 1998 forma con Gabry Ponte e Jeffrey Jey gli Eiffel 65. A fine anno il gruppo pubblica Blue (Da ba dee), il suo primo singolo, costruito intorno a un riff di pianoforte concepito dallo stesso Lobina. L'anno successivo il brano diventa una hit mondiale e viene nominato ai Grammy Awards 2001 nella categioria "Best Dance Recording".
Nel 2003 gli Eiffel 65 partecipano al Festival di Sanremo con Quelli che non hanno età, giungendo al quindicesimo posto in gara; il brano è tuttavia risultato essere il più trasmesso dalle radio tra quelli presentati alla kermesse e le esibizioni del gruppo torinese sono state le più viste durante la diretta televisiva su Rai 1.
Con gli Eiffel 65 vince, nel giro di sei anni, il triplo disco di platino negli Stati Uniti ed il disco di diamante in Francia con l'album Europop, il triplo platino in Germania, Regno Unito, Australia con Blue (Da Ba Dee) e il disco di platino per ogni singolo estratto in Italia dall'album Eiffel 65 (che a sua volta viene premiato con un disco d'oro).

### 2006-presente: i Bloom 06 e il ritorno degli Eiffel 65 conPanico
Nel settembre 2005 gli Eiffel 65 annunciano il loro scioglimento. Il giugno successivo, insieme a Jeffrey Jey, Lobina fonda i Bloom 06, con cui pubblica due album: Crash Test 01 nel 2006 e Crash Test 02 nel 2008.
Nel 2016 viene annunciato il ritorno degli Eiffel 65 - senza tuttavia il coinvolgimento di Gabry Ponte - con un nuovo singolo, Panico, il primo inedito a distanza di dodici anni da Voglia di dance all night. Il demo della canzone viene pubblicato sul canale ufficiale di YouTube della Bliss Corporation il 2 aprile, mentre la versione finale esce il 1º giugno successivo, accompagnata da un video ufficiale.

## Discografia

### Con gli Eiffel 65
- Europop (1999)
- Contact! (2001)
- Eiffel 65 (2003)

### Con i Bloom 06
- Crash Test 01 (2006)
- Crash Test 02 (2008)